# Bank of Alexandria
Die Bank of Alexandria (arabisch بنك الإسكندرية, DMG Bank al-Iskandariyya) ist eine der größten Banken in Ägypten.
Die Bank of Alexandria war die erste Bank in ägyptischem Staatsbesitz und wurde ab 2006 privatisiert. Heute befindet sie sich mit 70,25 Prozent im Besitz der italienischen Großbank Intesa Sanpaolo.

## Geschichte
1857 gründeten einige griechische Händler – bezogen auf den Namen – einen Vorläufer der Bank um die Interessen und Bedürfnisse der griechischen Gemeinde in Alexandria zu bündeln. Diese Bank wurde 1877 aufgelöst.
1864 gründete sich mit der Anglo-Egyptian Bank, eine englische Überseebank, der eigentliche Vorläufer. Insbesondere als diese mit „The Colonial Bank“ (* 1836) und der „National Bank of South Africa“ (* 1836) unter dem neuen Eigentümer 1924 zur Barclays Bank (Dominion, Colonial and Overseas) zusammengefasst wurde. Ausgelöst war dieser Zusammenschluss durch die Übernahme der „The Colonial Bank“ worden, da 1918 Barclays die „London Provincial and South Western Bank“ in London geschluckt hatte.
1957 gründete der ägyptische Staat, der 1956 begonnen hatte ausländische Unternehmen zu verstaatlichen, die Bank of Alexandria, welche die Geschäfte von Barclays übernahm. 1964 wurden weiterhin die Banque du Nile und die Import-Export Bank of Egypt übernommen.
2006 begann die ägyptische Regierung mit ihrem Privatisierungsprogramm und trat Mehrheitsanteile an der Bank ab, seither ist die italienische Großbank Intesa Sanpaolo mit 70,25 Prozent Mehrheitseigner. Der ägyptische Staat verfügt noch über einen Anteil von 20 Prozent.
Die Bank ist auch außerhalb ihres Heimatlandes aktiv und hält insbesondere in Uganda einen Anteil an der Cairo International Bank.